# Oestrogeenongevoeligheidssyndroom
Het oestrogeenongevoeligheidssyndroom, ook wel oestrogeenresistentie, is een syndroom dat wordt gekenmerkt door een gedeeltelijke of volledige ongevoeligheid voor oestrogenen, ook in de aanwezigheid van verhoogde oestrogeenwaarden. Zowel mannen als vrouwen kunnen er aan lijden, maar de kenmerken verschillen per geslacht. Het wordt gezien als de vrouwelijke versie van het androgeenongevoeligheidssyndroom. Het is een vorm van intersekse. Er zijn niet veel gevallen beschreven in de medische literatuur. Oestrogeen speelt een rol bij het ontwikkelen van secundaire geslachtskenmerken bij vrouwen en bij (het stopzetten van) de groei, ook bij mannen.

## Beschreven gevallen

### Bij een man
In 1994 werd een 28-jarige man met het syndroom gemeld. Hij was volledig vermannelijkt. Hij was lang: 204 cm. Zijn groeischrijven waren nog niet gesloten en er waren aanwijzingen dat hij nog verder zou groeien. Zijn skeletleeftijd was vertraagd; hij had een botleeftijd van een 15-jarige. Er was sprake van vroegtijdige osteoporose. Zijn geslachtsdelen, teelballen en prostaat waren normaal, maar de kwaliteit van zijn sperma was beneden gemiddeld, wat een aanwijzing is van onvruchtbaarheid. Hij had vroegtijdige haaruitval. Van een genderidentiteitsstoornis was geen sprake en hij was heteroseksueel. Behandelingen met extreem hoge doses ethinylestradiol hadden geen effect op zijn hypo-oestrogenisme en veroorzaakten ook geen gynaecomastie. Dit beeld suggereert een compleet oestrogeenongevoeligheidssyndroom.

### Bij een vrouw
In 2013 werd er een 18-jarige vrouw met het oestrogeenongevoeligheidssyndroom gemeld beschreven waarbij een mutatie in het ESR1-gen werd ontdekt. De patiënte presenteerde zich met een verlate puberteit en afwezigheid van de borstontwikkeling (Tanner stage 1). Tevens was er sprake van primaire amenorroe met periodieke bekkenpijn. Haar eierstokken waren vergroot, waarbij er meerdere cysten werden ontdekt, die buikpijn veroorzaakten. Haar testosteron was enigszins verhoogd. Ze had een kleine baarmoeder.